# Lorenzo Vecchi
Lorenzo Vecchi (* vor 1564 in Bologna; † 3. März 1628) war ein italienischer Kapellmeister und Komponist.

## Leben
Lorenzo Vecchi erhielt seine Ausbildung in Grammatik und Musik als Chorknabe an der Kathedrale San Pietro in Bologna. Er wurde schließlich ordiniert und zum Kaplan ernannt, trat in die dortige Kapelle ein und wurde am 30. April 1599 zum Kapellmeister ernannt. Zum 31. Dezember 1618 schied er aus seinem Dienst an San Pietro aus. Sein Nachfolger wurde sein Schüler Domenico Brunetti, der ihn die letzten Monate als Koadjutor unterstützt hatte.

## Werk
- Missarum octonis vocibus. Liber primus, gedruckt 1605 bei Angelus Gardanus in Venedig OCLC 78697058 RISM ID: 990066021[2]
  - I Missa Ecce Sacerdos
  - II Missa Sine nomine
  - III Missa de Apostolis
  - IV Missa pro Defunctis.
- Requiem aeternam (II Te decet hymnus), Sanctus, Agnus Dei, Lux Aeterna (II. Requiem Aeternam). Teile einer Requiemzusammenstellung verschiedener Komponisten Missa integra pro defunctis ex variis auctoribus, 1605 bei Gardus in Venedig verlegt.[3]

Daneben sind ein fünfstimmiges Requiem und mehrere Messeteile überliefert.